# Закюсала
За́кюсала (латыш. Zaķusala, «Заячий остров») — один из островов на Даугаве в Риге, пятый по площади, но при этом самый длинный.
Относится к Латгальскому предместью Риги.
Вместе с соседними островами Луцавсала и Казас-Секлис составляет городской микрорайон Салас.
На острове Закюсала расположены здание Латвийского телевидения и Рижская телебашня. Через остров проходят Островной и Железнодорожный мосты. Многоквартирных домов на острове нет, но есть несколько частных домов и дач.
Остров расположен в нижнем течении Даугавы. Остров невысокий, его средняя высота около 2 м над уровнем моря.

## Транспорт
Троллейбус
- 4: Зиепниеккалнс - Югла-3
- 19: Зиепниеккалнс — ул. Петерсалас
- 20: Латвийский университет — Телевизионный центр

Также через остров проходят некоторые троллейбусы, направляющиеся в троллейбусный парк на улице Елгавас или из него.